# Trillium kurabayashii
Espèce
Classification APG II (2003)
Trillium kurabayashii est une plante herbacée, vivace et rhizomateuse de la famille des Liliaceae (classification classique) ou des Melanthiaceae (classification APG II, 2003).

## Description
Cette plante originaire de l’ouest des États-Unis fleurit au printemps dans les forêts des ravins et le long des rivières. Les pétales de 6 à 11 cm sont pourpres. Les feuilles ovales ont des taches peu marquées. Le fruit est une baie pourpre.

## Aire de répartition
Extrême sud de l’Oregon et nord de la Californie, le long de la côte et en montagne.

## Divers
La variété luteum J.D. Freeman est à fleur jaune pâle à lignes pourpres.

## Sources
- Frederick W. Case, Jr. & Roberta B. Case, Trilliums, Timber Press, 1997  (ISBN 0-88192-374-5)